# 红胸黑雁

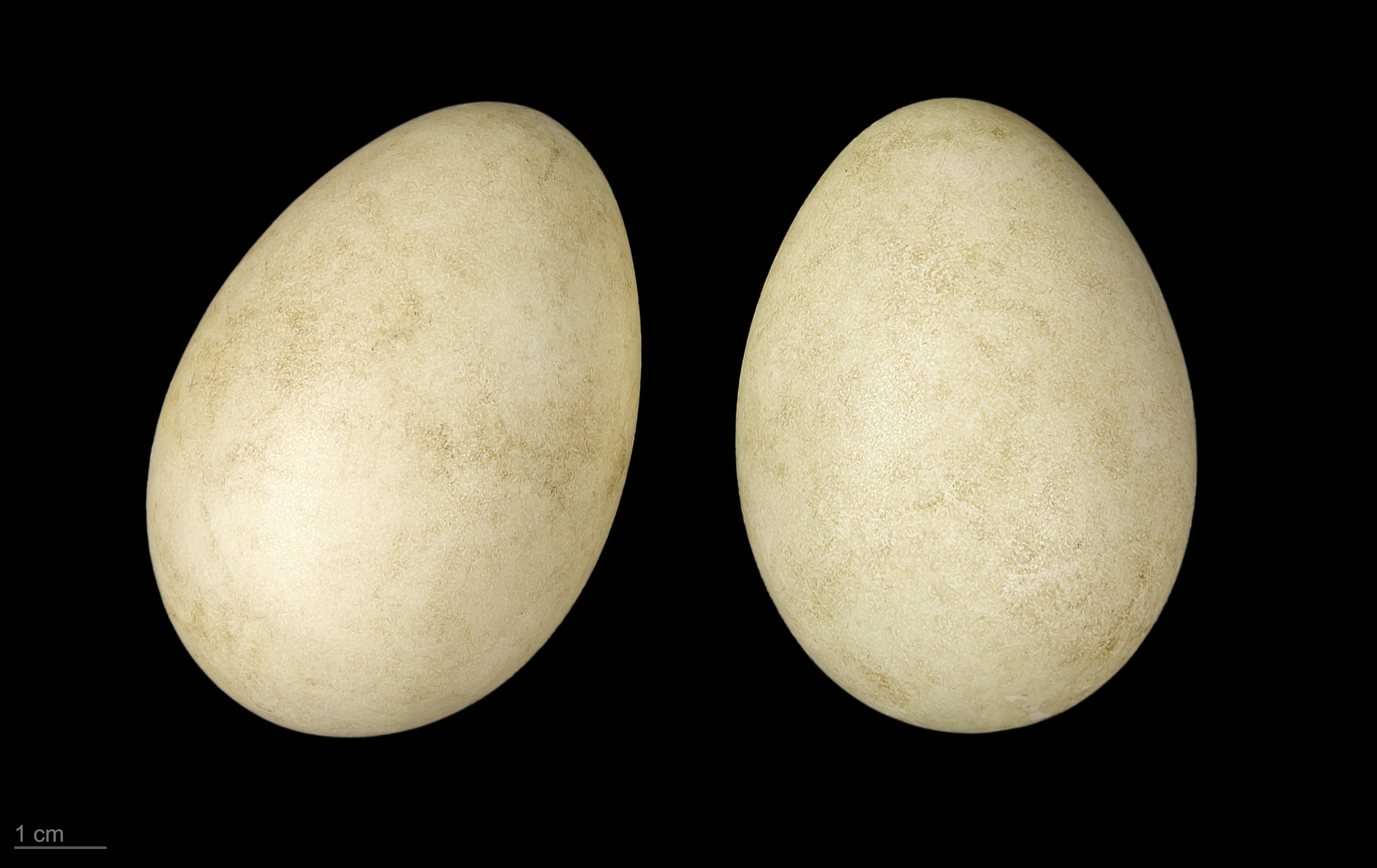
Branta ruficollis

红胸黑雁（学名：Branta ruficollis）为鸭科黑雁属的鸟类。分布于俄罗斯以及中国的湖南、广西等地，常见于海湾、海港、河口、离湖较近的盐沼地以及内陆咸水湖区。该物种的模式产地在西伯利亚的鄂毕河下游。

## 保育狀況
- 其被列為《瀕危野生動植物種國際貿易公約》附錄二的物種，被限制出口及貿易。
- 中国国家重点保护动物等级：二级